# Astrapia stephaniae
Astrapia Stephanie (danh pháp hai phần: Astrapia stephaniae, hay còn gọi là Astrapia Công chúa Stephanie) là một loài chim thuộc họ chim thiên đường đen; có kích thước cơ thể ở mức trung bình, dài khoảng 37 cm. Đầu chim trống óng ánh (do tán sắc) màu xanh-ngọc và tía; bộ lông mượt và hai cái lông đuôi trung tâm rộng, rất dài, màu đen ánh tía. Con mái có màu nâu đậm, đầu đen ánh xanh và phần bụng màu nâu quế với các vạch dọc màu đen.
Loài Astrapia Stephanie do Carl Hunstein phát hiện năm 1884. Là loài đặc hữu của vùng rừng miền trung và đông Papua New Guinea.
Người ta đặt tên loài nhằm tôn vinh Công chúa Stéphanie của Bỉ (bà là Hoàng phi của Thái tử Áo Rudolf bạc mệnh).
Là loài chim phổ biến trong khu vực phân bố của mình, Astrapia Stephanie được xếp hạng là Ít quan tâm trong Sách đỏ IUCN; nó được liệt kê trong Phụ lục II của công ước CITES của Liên hợp quốc.